# Samuel T. Worcester

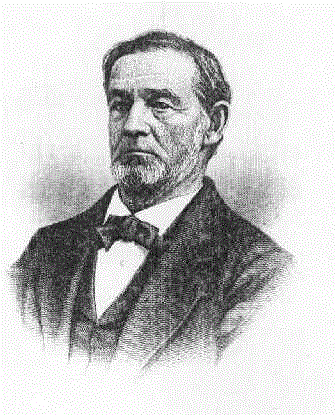
Samuel T. Worcester

Samuel Thomas Worcester (* 30. August 1804 in Hollis, Hillsborough County, New Hampshire; † 6. Dezember 1882 in Nashua, New Hampshire) war ein US-amerikanischer Politiker. Zwischen 1861 und 1863 vertrat er den Bundesstaat Ohio im US-Repräsentantenhaus.

## Werdegang
Samuel Worcester besuchte die öffentlichen Schulen seiner Heimat und studierte danach bis 1830 an der Harvard University. Nach einem anschließenden Jurastudium und seiner 1835 erfolgten Zulassung als Rechtsanwalt begann er in Norwalk (Ohio) in diesem Beruf zu arbeiten. Gleichzeitig schlug er eine politische Laufbahn ein. In den Jahren 1849 und 1850 gehörte er dem Senat von Ohio an. Von 1859 bis 1860 amtierte er als Berufungsrichter. Politisch schloss er sich der 1854 gegründeten Republikanischen Partei an.
Nach dem Rücktritt des Abgeordneten John Sherman wurde Worcester bei der fälligen Nachwahl für den 13. Sitz von Ohio als dessen Nachfolger in das US-Repräsentantenhaus in Washington, D.C. gewählt, wo er am 4. Juli 1861 sein neues Mandat antrat. Bis zum 3. März 1863 konnte er die laufende Legislaturperiode im Kongress beenden. Diese war von den Ereignissen des Bürgerkrieges geprägt.
Nach dem Ende seiner Zeit im US-Repräsentantenhaus praktizierte Samuel Worcester wieder als Anwalt. Außerdem befasste er sich mit literarischen Angelegenheiten. Er starb am 6. Dezember 1882 in Nashua und wurde in seinem Geburtsort Hollis beigesetzt.